# النبالة في الألعاب الأولمبية الصيفية 2020
من المقرر أن تقام أحداث النبالة في الألعاب الأولمبية الصيفية 2020 في طوكيو في حديقة يومينوشيما. وهناك خمسة أحداث مخطط لها.

## تأهل
هناك 128 مقعد مخصص للنبالة في الألعاب الأولمبية الصيفية 2020: 64 للرجال و 64 للسيدات. تم إصدار معايير التأهل إلى الألعاب الأولمبية من قبل الاتحاد الدولي للنبالة في مارس 2018.
يُسمح لكل لجنة أولمبية وطنية (NOC) بالمشاركة بستة لاعبين بحد أقصى، ثلاثة من كل جنس. يمكن للجان الوطنية التي تؤهل فرقًا لجنس معين إرسال فريق من ثلاثة أعضاء إلى حدث الفرق وأيضًا أن يتنافس كل عضو في الحدث الفردي. يوجد 12 مقعداَ لفعاليات الفرق لكلا الجنسين، وبالتالي يتم تأهيل 36 فردًا من خلال تأهيل الفريق. أما بقية المقاعد 92 المخصصة لمسابقات الفردي فإنها توزع على بقية المتأهلين بحد أقصى مقعد واحد لكل لجنة أولمبية وطنية.
تم حجز ستة أماكن لليابان كدولة مضيفة، وأربعة أماكن أخرى ستقررها اللجنة الثلاثية (اللجنة الأولمبية الدولية، أنوك، اسويف). ثم يتم تخصيص 118 مكانًا المتبقية من خلال عملية تأهيل، حيث يربح الرماة مقاعد اللجان الوطنية الخاصة بهم.
لا توجد تصفيات تأهل لفعالية الفرق المختلط في ألعاب 2020، إلا أن التأهل إلى هذه الفعالية يتم من خلال المسابقة نفسها، حيث أنه وبناءا على جولات التصنيف في بداية الألعاب فإن كل لجنة وطنية شاركت من خلال رجل و امرأة على الأقل سوف تحصل على درجات تصنيف من خلال ترتيب الرجال وترتيب السيدات. حيث تتأهل المراكز الـ 16 الأولى لمنافسة في حدث الفرق المختلطة.

## تنسيق المنافسة
من المتوقع أن يصل إجمالي عدد الرياضيين إلى 128 رياضيًا عبر الأحداث الخمسة: فردي الرجال، فردي السيدات، فرق الرجال، فرق السيدات والفرق المختلطة. حدث الفريق المختلط هو حدث جديد يضاف لعام 2020.
تلعب جميع الأحداث الخمسة باستخدام القوس المنحني وتقام في إطار مسافة 70 مترًا، ولذلك وفقاَ لقواعد الاتحاد الدولي للنبالة. تبدأ المسابقة بجولة تصنيف أولية يشارك فيها جميع الرماة البالغ عددهم 64 من كل جنس. يجب على كل رامي أن يطلق ما مجموعه 72 سهمًا ليتم تصنيفه من 1 إلى 64 وفقًا لنتيجته.
يتم استخدام جولة التصنيف أيضًا لتوزيع فرق الرجال والسيدات من 1 إلى 12، من خلال تجميع الدرجات الفردية لأعضاء كل فريق. بالإضافة إلى ذلك، من المقرر أن تحدد جولة الترتيب 16 زوجًا مؤهلاَ لحدث الفرق المختلطة (بالنسبة للدول التي يتنافس فيها رجال وسيدات، يتم الجمع بين أعلى درجات الرجال وأعلى درجات السيدات) بالإضافة إلى تصنيف تلك الفرق الـ16.
من المخطط أن يتم لعب كل حدث في شكل دورة إقصاء فردي أي خروج المغلوب، باستثناء الخاسرين في نصف النهائي، الذين سيلعبون على الميدالية البرونزية.

### أحداث فردية
في الأحداث الفردية، من المتوقع أن يدخل جميع المتنافسين الـ 64 المنافسة في الجولة الأولى، أي دور الـ 64. سيتم تصنيف القرعة وفقًا لنتيجة جولة التصنيف، لذا من المتوقع أن تصطدم المصنفة الأولى بالمصنفة 64 في الجولة الأولى.
يتم تسجيل نقاط في كل مباراة باستخدام أسلوب جولة النبالة الأولمبية، والتي تتكون من أفضل خمس مجموعات، مع ثلاثة أسهم لكل مجموعة. يحصل الفائز في كل مجموعة على نقطتين، وفي حالة تعادل الدرجات في المجموعة، يحصل كل رامي على نقطة واحدة. إذا كانت النتيجة في نهاية خمس مجموعات تعادل 5-5، يتم إجراء رماية لسهم واحد والرامي الأقرب إلى نقطة المركز في لوحة الهدف يتم إعلان فوزه أو تأهله.

### أحداث فرق الرجال والسيدات
في أحداث الفرق، تتأهل الفرق الأربعة الأولى ترتيباَ من جولة التصنيف تلقائياَ إلى ربع النهائي. الفرق الثمانية المتبقية، المصنفة من الخامس إلى الثاني عشر، تتنافس على المقاعد الأربع المتبقية لدور ربع النهائي.
يتبع حدث الفرق نفس نظام مجموعة جولات النبالة الأولمبية مثل الحدث الفردي.

## جدول
جميع الأوقات بتوقيت اليابان القياسي ( UTC + 9 ).
| يوم     | تاريخ                  | بداية | نهاية | حدث          | مرحلة                             |
| ------- | ---------------------- | ----- | ----- | ------------ | --------------------------------- |
| اليوم 0 | الجمعة 23 يوليو 2021   | 9:00  | 11:00 | فردي سيدات   | جولة الترتيب                      |
| اليوم 0 | الجمعة 23 يوليو 2021   | 13:00 | 15:00 | فردي رجال    | جولة الترتيب                      |
| اليوم 1 | السبت 24 يوليو 2021    | 9:30  | 12:05 | فرق مختلط    | دور الـ 16                        |
| اليوم 1 | السبت 24 يوليو 2021    | 14:15 | 17:25 | فرق مختلط    | جولات التصفيات / جولات الميداليات |
| اليوم 2 | الأحد 25 يوليو 2021    | 9:30  | 11:05 | فرق سيدات    | دور الـ 16                        |
| اليوم 2 | الأحد 25 يوليو 2021    | 13:45 | 17:25 | فرق سيدات    | جولات التصفيات / جولات الميداليات |
| اليوم 3 | الاثنين 26 يوليو 2021  | 9:30  | 11:05 | فرق رجال     | دور الـ 16                        |
| اليوم 3 | الاثنين 26 يوليو 2021  | 13:45 | 17:25 | فرق رجال     | جولات التصفيات / جولات الميداليات |
| اليوم 4 | الثلاثاء 27 يوليو 2021 | 9:30  | 13:25 | فردي الرجال  | دور الـ 64 / دور الـ 32           |
| اليوم 4 | الثلاثاء 27 يوليو 2021 | 9:30  | 13:25 | فردي السيدات | دور الـ 64 / دور الـ 32           |
| اليوم 4 | الثلاثاء 27 يوليو 2021 | 16:00 | 19:55 | فردي الرجال  | دور الـ 64 / دور الـ 32           |
| اليوم 4 | الثلاثاء 27 يوليو 2021 | 16:00 | 19:55 | فردي السيدات | دور الـ 64 / دور الـ 32           |
| اليوم 5 | الأربعاء 28 يوليو 2021 | 9:30  | 13:25 | فردي الرجال  | دور الـ 64 / دور الـ 32           |
| اليوم 5 | الأربعاء 28 يوليو 2021 | 9:30  | 13:25 | فرد السيدات  | دور الـ 64 / دور الـ 32           |
| اليوم 5 | الأربعاء 28 يوليو 2021 | 16:00 | 18:40 | فردي الرجال  | دور الـ 64 / دور الـ 32           |
| اليوم 5 | الأربعاء 28 يوليو 2021 | 16:00 | 18:40 | فردي السيدات | دور الـ 64 / دور الـ 32           |
| اليوم 6 | الخميس 29 يوليو 2021   | 9:30  | 13:25 | فردي الرجال  | دور الـ 64 / دور الـ 32           |
| اليوم 6 | الخميس 29 يوليو 2021   | 9:30  | 13:25 | فردي السيدات | دور الـ 64 / دور الـ 32           |
| اليوم 6 | الخميس 29 يوليو 2021   | 16:00 | 18:40 | فرد الرجال   | دور الـ 64 / دور الـ 32           |
| اليوم 6 | الخميس 29 يوليو 2021   | 16:00 | 18:40 | فردي السيدات | دور الـ 64 / دور الـ 32           |
| اليوم 7 | الجمعة 30 يوليو 2021   | 9:30  | 11:15 | فردي السيدات | دور الـ 16                        |
| اليوم 7 | الجمعة 30 يوليو 2021   | 14:45 | 17:20 | فردي السيدات | جولات التصفية / جولات الميداليات  |
| اليوم 8 | السبت 31 يوليو 2021    | 9:30  | 11:15 | فردي الرجال  | دور الـ 16                        |
| اليوم 8 | السبت 31 يوليو 2021    | 14:45 | 17:20 | فردي الرجال  | جولات التصفية / جولات الميداليات  |

## الدول المشاركة
شارك رماة من 56 دولة في الألعاب الأولمبية الصيفية لعام 2016، مع توقع عدد مماثل في عام 2020. تشمل بطولات التأهل بطولة العالم للنبالة 2019، والعديد من الأحداث القارية، وبطولة التأهل النهائية.
- أستراليا (3)
- بنغلاديش (1)
- بيلاروس (3)
- بوتان (1)
- البرازيل (1)
- كندا (1)
- تشاد (1)
- الصين (6)
- كولومبيا (1)
- الدنمارك (1)
- مصر (2)
- ألمانيا (3)
- بريطانيا العظمى (6)
- الهند (4)
- إندونيسيا (2)
- إيران (1)
- إيطاليا (2)
- ساحل العاج (1)
- اليابان (6)
- كازاخستان (3)
- ماليزيا (1)
- المكسيك (1)
- مولدوفا (1)
- منغوليا (1)
- هولندا (4)
- نيوزيلندا (2)
- كوريا الشمالية (2)
- خطأ لوا في وحدة:Country_alias على السطر 165: Invalid country alias: OCR.
- كوريا الجنوبية (6)
- إسبانيا (1)
- السويد (1)
- تايبيه الصينية (6)
- تونس (2)
- أوكرانيا (3)
- الولايات المتحدة (2)
- فيتنام (2)

## ملخص الميداليات

### جدول الميداليات
*   البلد المضيف ( اليابان)
| المرتبة | فريق                                                                     | ذهبية | فضية | برونزية | المجموع |
| ------- | ------------------------------------------------------------------------ | ----- | ---- | ------- | ------- |
| 1       | كوريا الجنوبية                                                           | 4     | 0    | 0       | 4       |
| 2       | تركيا                                                                    | 1     | 0    | 0       | 1       |
| 3       | خطأ لوا في وحدة:Country_alias على السطر 165: Invalid country alias: OCR. | 0     | 2    | 0       | 2       |
| 4       | إيطاليا                                                                  | 0     | 1    | 1       | 2       |
| 5       | هولندا                                                                   | 0     | 1    | 0       | 1       |
| 5       | تايبيه الصينية                                                           | 0     | 1    | 0       | 1       |
| 7       | اليابان*                                                                 | 0     | 0    | 2       | 2       |
| 8       | المكسيك                                                                  | 0     | 0    | 1       | 1       |
| 8       | ألمانيا                                                                  | 0     | 0    | 1       | 1       |
| المجموع | المجموع                                                                  | 5     | 5    | 5       | 15      |

### الحاصلون على الميداليات
| الحدث      | الذهبية                                                  | الفضية | البرونزية                                                  |
| ---------- | -------------------------------------------------------- | --- | ---------------------------------------------------------- |
| رجال فردي  | ميتي غازوز · تركيا                                       | Mauro Nespoli · إيطاليا | Takaharu Furukawa · اليابان                                |
| رجال فرق   | كوريا الجنوبية · كيم وو جين · Oh Jin-hyek · Kim Je-deok  | تايبيه الصينية · Deng Yu-cheng · Tang Chih-chun · Wei Chun-heng | اليابان · Takaharu Furukawa · Yuki Kawata · Hiroki Muto    |
| سيدات فردي | An San · كوريا الجنوبية                                  | Elena Osipova ‏ [[ملف:خطأ لوا في وحدة:Country_alias على السطر 165: Invalid country alias: OCR.\|23x15px\|حدود\|alt=\|link=]] [[خطأ لوا في وحدة:Country_alias على السطر 165: Invalid country alias: OCR. في الألعاب الأولمبية الصيفية 2020\|خطأ لوا في وحدة:Country_alias على السطر 165: Invalid country alias: OCR.]] | Lucilla Boari · إيطاليا                                    |
| سيدات فرق  | كوريا الجنوبية · An San · جامغ مين هي ‏ · Kang Chae-young | خطأ لوا في وحدة:Country_alias على السطر 165: Invalid country alias: OCR. Svetlana Gomboeva Elena Osipova ‏ Ksenia Perova | ألمانيا · Michelle Kroppen · Charline Schwarz · Lisa Unruh |
| مختلط فرق  | كوريا الجنوبية · Kim Je-deok · An San                    | هولندا · ستيف ويلر · Gabriela Schloesser | المكسيك · لويس ألفاريز · Alejandra Valencia                |